# Robert und Bertram

Robert und Bertram est une comédie allemande et un film de propagande antisémite de 1939 du producteur Hans H. Zerlett.

## L'intrigue
Robert et Bertram sont deux vagabonds qui se sont échappés de prison. Ils se rendent à l'auberge Silberner Schwan (Au cygne argenté), et rencontrent Lina (Linchen), la superbe fille de l'aubergiste. Elle doit être vendue par son père, en difficulté financière, au gros Biedermeier, qui doit l'épouser, mais elle préfère se marier au jeune soldat Michel. 
Quand Robert et Bertram apprennent la triste nouvelle, ils décident d'aider Lina. Ils se rendent à Berlin et volent des bijoux au nouveau riche, le conseil commercial juif Ipelmeyer. Ils donnent les bijoux au père de la jeune Lina, qui ainsi n'a plus besoin de vendre sa fille. Lina peut alors se marier avec Michel, son bien-aimé.

## La production
Le film est tiré de la farce du même nom, écrite par Gustav Raeder (1811-1868) en 1856. Il est produit par la société de production et de diffusion Tobis Tonbild-Syndikat AG. Rudolf Fichtner et Karl Buchholz sont les directeurs de la photographie; le montage est effectué par Erich Zander et Karl Machus; les effets spéciaux optiques sont réalisés par Ernst Kunstmann; Richard Wesel] est le photographe de plateau et Elly Rauch l'assistante-réalisatrice. La musique est de Leo Leux.

## Distribution
- Rudi Godden : Robert
- Kurt Seifert : Bertram
- Carla Rust : Lena (Lenchen)
- Fritz Kampers : Strambach, directeur de la prison
- Heinz Schorlemmer : Michael, le neveu de Strambach
- Herbert Hübner : Nathan Ipelmeyer
- Tatjana Sais : Isidora, fille d'Ipelmeyer
- Ursula Deinert : danseuse
- Robert Dorsay : Jack, serviteur d'Ipelmeyer
- Erwin Biegel : Fochheimer, fondé de pouvoir d'Ipelmeyer
- Hans Stiebner : Blank, policier
- Arthur Schröder : Mr. Biedermeier, admirateur de Lena
- Willi Schur : chanteur ambulant

- Eva Tinschmann : chanteuse ambulante
- Inge van der Straaten : Mme Ipelmeyer
- Friedrich Beug : commissaire de police
- Peter Bosse : Jeune garçon en ballon ascendant
- Fred Goebel : sentinelle dans la guérite
- Harry Gondi : sentinelle dans guérite
- Aribert Grimmer : gendarme ayant détenu Bertram
- Otto F. Henning : ministre
- Fritz Hoopts : Flint, policier
- Kurt Keller-Nebri : Mylord lors de la réception d'Ipelmeyer
- Franz Kossak : 'Dame' du Café Kranzler
- Gustl Kreusch : 'Dame' du Café Kranzler
- Walter Lieck : Dr Cordvan
- Alfred Maack : Lips, aubergiste
- Manfred Meurer : domestique
- Armin Münch : comptable
- Lucie Polzin : mère du garçon
- F. W. Schröder-Schrom : hôte d'Ipelmeyer
- Rudolf Schündler : hôte d'Ipelmeyer
- Gerhard Dammann : Peter
- Claire Glib : danseuse orientale
- Kurt Mikulski : Fritz
- Gerti Ober : serveuse au Café Kranzler
- Egon Stief : homme avec le moteur
- Auguste Wanner-Kirsch : invite au mariage
- Kurt Zehe : gros homme sur la Rummelplatz

## La critique
Selon le producteur Erwin Leiser, Robert und Bertram est, avec le film Leinen aus Irland (traduit en français sous le titre: Les rapaces), un des premiers films de propagande antisémite majeurs de la période nazie. La caricature des Untermenschen (sous-hommes) juifs intégrée dans l’intrigue comique illustre la thèse de la propagande nazie, que le juif est malin, mais pas intelligent. Le dessein du film, où les personnages juifs comme Ipelmeyer ne sont présentés que comme des caricatures grossières, des arrivistes patauds et incultes arrivant du ghetto, est de montrer que le Juif doit payer: l'escroc est le berné. Le film reprend le point de vue de la propagande antisémite, qui sous-entend que l'on peut voler les biens d'un Juif, car celui-ci se les ai procurés par la fraude et le vol.
Le Lexikon des internationalen Films, publié en Allemagne, décrit le film comme une comédie musicale de la période troublée du Reich allemand, mais admet toutefois qu'il contient quelques caricatures antisémites malveillantes : Les Juifs ont les pieds plats, sont magouilleurs, lubriques et cupides